# Hoje (RTP2)
Hoje foi o principal noticiário da RTP2 entre 2010 e 2013. A sua primeira emissão foi realizada a 18 de outubro de 2010, em substituição ao Jornal 2, que encerrou suas emissões um dia antes.
Era apresentado por Cecília Carmo, Sandra Felgueiras, João Miguel Santos e António Esteves, intercalando entre eles a apresentação do noticiário.
Inicialmente era composta por duas edições: uma era emitida às 19:00, com uma emissão de 15 a 20 minutos. Outra era emitidas às 22:00, com uma emissão mais alargada (de 40 a 45 minutos), ocupando o lugar do Jornal 2. A partir de Dezembro de 2011, passou apenas a ter uma edição, às 22:00, com uma duração de 35 minutos.
No dia 27 de janeiro de 2013, o Hoje tem a sua última emissão, que já há algum tempo tinha sido anunciada pela Direção de Informação. O espaço noticioso deixado pelo Hoje é substituído pelo 24 Horas, que tinha emissão às 00:00, com duração de 60 minutos e uma síntese de 10 minutos às 22:00.